# Iván Cobo
Cobo  Cayón est un nom espagnol. Le premier nom de famille, en général paternel, est Cobo ; le second, en général maternel, souvent omis, est Cayón.
Pour les articles homonymes, voir Cobo.
Iván Cobo Cayón, né le 2 janvier 2000 à El Astillero, est un coureur cycliste espagnol. Il est membre de l'équipe Kern Pharma.

## Biographie

### Carrière amateur
Iván Cobo débute le vélo dans une école de cyclisme d'El Astillero, après s'être essayé à d'autres sports (athlétisme, duathlon, triathlon). Rapidement, il rejoint un club de la commune de Entrambasaguas, où il fait ses classes. Il se révèle lors de la saison 2015 en devenant champion d'Espagne sur route à Lorca, dans la catégorie cadets (15-16 ans). C'est également le premier succès de sa carrière,. 
Chez les juniors (moins de 19 ans), il réalise plusieurs podiums lors des championnats d'Espagne sur route, en ligne et en contre-la-montre. En 2018, il est sélectionné en équipe nationale pour les championnats d'Europe de Brno, où il se classe 18e du contre-la-montre et 25e de la course en ligne. Il participe également aux championnats du monde d'Innsbruck. La même année, il remporte le Tour du Portugal juniors et une étape de la Vuelta al Besaya. 
Courtisé par de nombreux clubs, il signe finalement chez Gomur-Cantabria Infinita en 2019, pour son passage chez les espoirs (moins de 23 ans). Bon grimpeur, il s'impose sur une étape du Tour de Ségovie (sixième du général) et obtient diverses places d'honneur, notamment en Coupe d'Espagne amateurs. Il est ensuite recruté par le club Lizarte en 2020, réserve de l'équipe professionnelle Kern Pharma. Dans une saison perturbée par la pandémie de Covid-19, il parvient à prendre la troisième place du championnat d'Espagne du contre-la-montre espoirs. En aout, il participe au Circuit de Getxo avec la formation Kern Pharma en tant que stagiaire. Membre de l'échappée du jour, il remporte le classement de la montagne de cette course.
Lors de la saison 2021, il s'illustre en obtenant trois victoires et diverses places d'honneur chez les amateurs. Il devient notamment champion d'Espagne sur route dans la catégorie espoirs (moins de 23 ans).

### Carrière professionnelle
Ses bonnes performances lui permettent de passer professionnel en 2022 au sein de la formation Kern Pharma. 

## Palmarès
| - 2015 - Champion d'Espagne sur route cadets - 2017 - 2e du Challenge Montaña Central de Asturias Junior - 2e du championnat d'Espagne sur route juniors - 2018 - Tour du Portugal juniors - 3e étape de la Vuelta al Besaya - 2e du championnat d'Espagne du contre-la-montre juniors - 2e du championnat d'Espagne sur route juniors - 2019 - 1re étape du Tour de Ségovie - 2020 - 3e du championnat d'Espagne du contre-la-montre espoirs | - 2021 - Champion d'Espagne sur route espoirs - Mémorial Santisteban - Mémorial Aitor Bugallo - 2e du Mémorial Pascual Momparler - 2e du Laudio Saria - 3e de la Lazkaoko Proba - 3e du Tour de Castellón - 3e du Circuito Aiala - 3e de l'Euskal Bailarak Kriteriuma - 2025 - 3e du Tour du Doubs |

## Classements mondiaux
| Année           | 2020   |
| --------------- | ------ |
| UCI Europe Tour | 1 044e |